# جبل شيخا دار
جبل شيخا دار أو تشيخا دار (بالكردية: چیخی دەرێ أو Çîxî Derê)‏ وهو أعلى جبال العراق متفوقاً على قمة جبل هلكرد القريب منه. يقع الجبل على الحدود العراقية الإيرانية. ويقع قرب قرية كوندا زور في محافظة أربيل شمال العراق. يبلغ ارتفاع الجبل 3611 متراً فوق مستوى سطح البحر.
يُعد المستكشف الإنجليزي غينج فولن أول من وصل لقمة الجبل في تشرين الثاني 2004 وقاس ارتفاع الجبل بواسطة نظام التموضع العالمي وقدره 3627 متراً. أما موقعه فهو 36°46′31″N 44°55′07″E. أما أول وصول شتوي مسجل لقمة الجبل فكانت لجوناثان بيسويك وماثيو دوبوي في 18 آذار 2011، وقيس ارتفاع الجبل بواسطة نظام التموضع العالمي وقدره 3611 متراً وهو المعتمد بحسب كتاب حقائق العالم.
معنى اسم الجبل هو الخيمة السوداء.
تسلق مجموعة من متسلقي الجبال من بينهم المتسلق الشهير وخبير في برامج Gps آري عثمان من إقليم كوردستان في تاريخ .2020،6،5 على قمة جبل شيخادر للتأكد على ارتفاع هذا الجبل بعد البقاء عدد الساعات بجهاز Garmin Oregon550 وصل إلى نتيجة دقيقة بعد تحكم الجهاز بدقة ارتفاع جبل شيخادر 3601 متر على مستوى سطح البحر. وبعد شهر هذا المتسلق تسلق على قمة جبل هلكورد بنفس هذا الجهاز في تاريخ 2020،7،10 بعد البقاء على قمة جبل هلكورد وصل إلى نتجة دقيقة وجديده ارتفاع قمة جبل هلكورد 3613 متر على مستوى سطح البحر حسب هذا المعلومات جبل هلكورد أعلى جبل في العراق.[وفقًا لِمَن؟]